# Luiz Ferreira
Luís Fernando Monteiro Ferreira, ou Luiz Ferreira, (Porto, 27 de Agosto de 1909 - Porto, 15 de Maio de 1994), foi um ourives e esteta português com grande reconhecimento internacional, tendo a sua obra chegado a personalidades como a Duquesa D’Alba, Richard Nixon, e a própria Rainha Isabel II. 
Ficou conhecido pela sua obra denominada por muitos de "Os Bichos de Luiz Ferreira".